# عباد بن قيس الزرقي
عَبَّاد بن قيس صحابي من الأنصار، شهد بيعة العقبة الثانية، وشهد بدرًا وأحدًا.

## سيرته
هو عَبَّاد بن قيس بن عامر بن خلدة أو خالد بن عامر بن زُريق الأنصاري، أمّه خوْلَة بنت بشر بن ثعلبة بن عمرو، كان لعباد من الولد عبد الرحمن وأمّه أمّ ثابت بنت عبيد، شهد بيعة العقبة الثانية مع السبعين من الأنصار، وشهد بدرًا وأحدًا، تُوفّي وله عقب.